# Hauke Haien (Schiff)
Die Hauke Haien ist ein Fahrgast-Motorschiff der Halligreederei MS „Hauke Haien“ Kapitän Bernd Diedrichsen. Es ist nach der Hauptfigur aus Theodor Storms Novelle Der Schimmelreiter – dem Deichgrafen Hauke Haien – benannt.
Angetrieben wird das Schiff von einem Achtzylinder-Viertakt-Dieselmotor mit einer Leistung von 333 kW, die auf einen Festpropeller wirkt. Das Schiff erreicht damit eine Geschwindigkeit von 11 Knoten.

## Geschichte

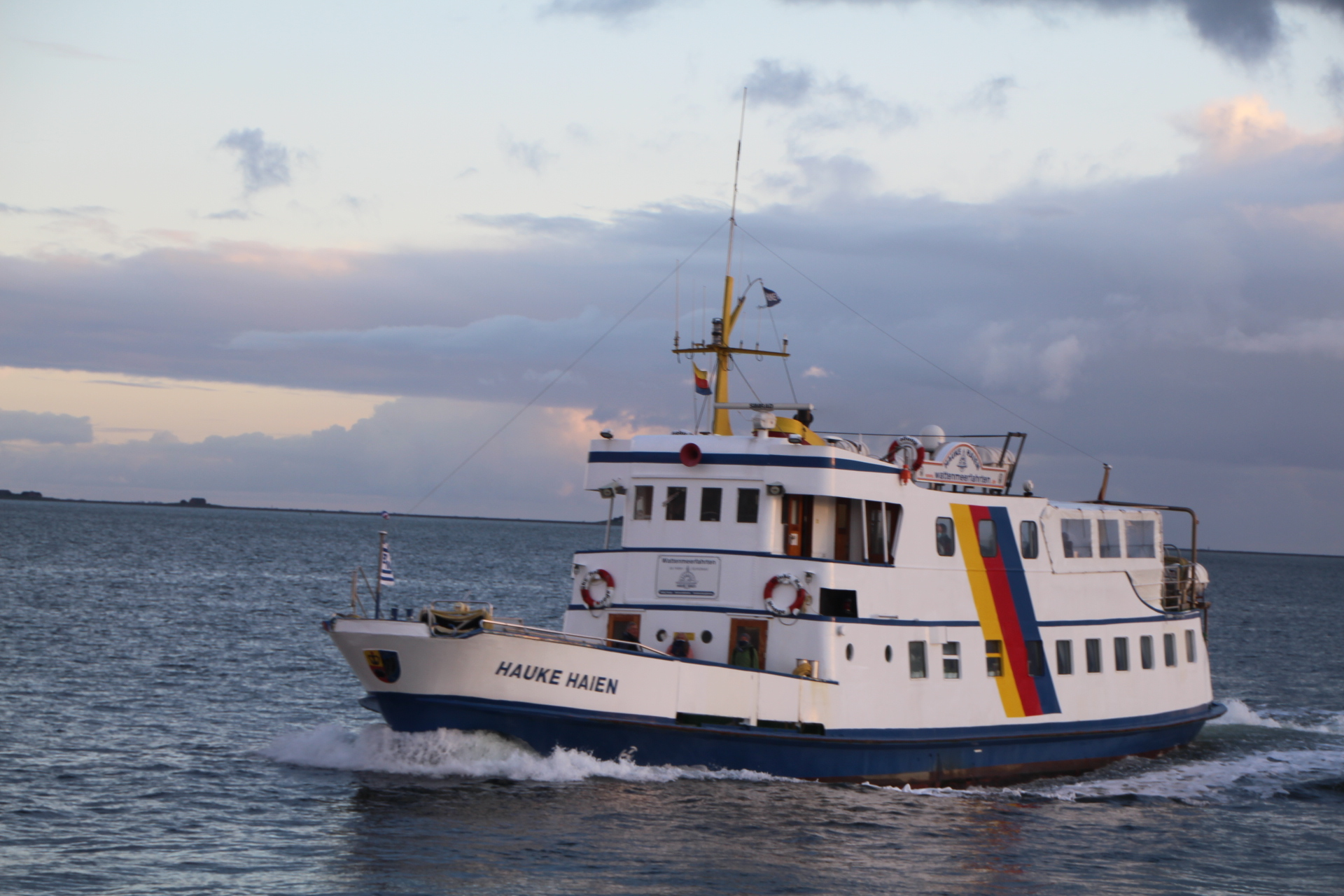
Die Hauke Haien läuft in Hafen von Wyk ein.

Die Hauke Haien wurde 1960 unter der Baunummer 203 als Amrum auf der Büsumer Schiffswerft W. & E. Sielaff gebaut. Die Kiellegung erfolgte am 15. Juni, der Stapellauf am 28. September 1960. Die Fertigstellung erfolgte im Oktober des Jahres. Anschließend wurde das Schiff an die Amrumer Schiffahrts-AG (ASAG) abgeliefert. Es verkehrte meist zwischen Amrum, den Halligen und Schlüttsiel.
Bei der Sturmflut 1962 war die damalige Amrum unter dem Kommando ihres damaligen Kapitäns August Jakobs das erste Schiff, welches die stark betroffene Hallig Langeneß anlief und erste Rettungskräfte auf die Hallig brachte. Zudem versorgte sie über mehrere Tage die Halligen mit Trinkwasser für die Einwohner und deren Viehbestände, da aufgrund des Hochwassers die Fethinge der damals noch nicht per Wasserleitung vom Festland versorgten Halligen nicht nutzbar waren.
Im Jahr 1968 wurde das Schiff mit der Indienststellung der Autofähre Amrum in Stadt Husum umbenannt. Im Zuge der Übernahme durch die Wyker Dampfschiffs-Reederei Föhr-Amrum GmbH ging sie am 1. Februar 1971 in deren Besitz über. 1983 wurde sie verkauft und 1988 von ihrem heutigen Besitzer Bernd Diedrichsen für seine Halligreederei MS „Hauke Haien“, welche seit 2022 auch das Ausflugsschiff Rungholt betreibt, erworben. Das Schiff wird von Schlüttsiel oder von Wyk auf Föhr aus für Ausflugsfahrten im nordfriesischen Wattenmeer eingesetzt. Weiterhin kann es für Charterfahrten gebucht werden.

## Trivia
Das Schiff und seine Besatzung war am 7. Januar 2023 Gegenstand der NDR-Fernsehsendung Nordsee-Report Spezial.